# Torneo de Los Cabos
El Torneo de Los Cabos (denominado por patrocinio Mifel Tennis Open by Telcel Oppo) es un torneo oficial de tenis que pertenece al ATP Tour 250. Se disputó por primera vez en 2016 y se juega sobre superficie dura al aire libre. El torneo ha contado con la presencia de grandes tenistas como Juan Martín del Potro, Grigor Dimitrov, John Isner, Daniil Medvédev entre otros. En su sexta edición cambió a un nuevo complejo, el Cabo Sports Complex, que cuenta con un estadio con capacidad para 3500 personas.

## Palmarés

### Individual masculino
| Año  | Campeón                                  | Subcampeón                               | Resultado                                |
| ---- | ---------------------------------------- | ---------------------------------------- | ---------------------------------------- |
| 2016 | Ivo Karlović                             | Feliciano López                          | 7-6(5), 6-2                              |
| 2017 | Sam Querrey                              | Thanasi Kokkinakis                       | 6-3, 3-6, 6-2                            |
| 2018 | Fabio Fognini                            | Juan Martín del Potro                    | 6-4, 6-2                                 |
| 2019 | Diego Schwartzman                        | Taylor Fritz                             | 7-6(6), 6-3                              |
| 2020 | No disputado por la Pandemia de COVID-19 | No disputado por la Pandemia de COVID-19 | No disputado por la Pandemia de COVID-19 |
| 2021 | Cameron Norrie                           | Brandon Nakashima                        | 6-2, 6-2                                 |
| 2022 | Daniil Medvédev                          | Cameron Norrie                           | 7-5, 6-0                                 |
| 2023 | Stefanos Tsitsipas                       | Álex de Miñaur                           | 6-3, 6-4                                 |
| 2024 | Jordan Thompson                          | Casper Ruud                              | 6-3, 7-6(4)                              |
| 2025 | Denis Shapovalov                         | Aleksandar Kovacevic                     | 6-4, 6-2                                 |

### Dobles masculino
| Año  | Campeones                                 | Subcampeones                             | Resultado                                |
| ---- | ----------------------------------------- | ---------------------------------------- | ---------------------------------------- |
| 2016 | Purav Raja Divij Sharan                   | Jonathan Erlich Ken Skupski              | 7-6(4), 7-6(3)                           |
| 2017 | Juan Sebastián Cabal Treat Huey           | Sergio Galdos Roberto Maytín             | 6-2, 6-3                                 |
| 2018 | Marcelo Arévalo Miguel Ángel Reyes Varela | Taylor Fritz Thanasi Kokkinakis          | 6-4, 6-4                                 |
| 2019 | Romain Arneodo Hugo Nys                   | Dominic Inglot Austin Krajicek           | 7-5, 5-7, [16-14]                        |
| 2020 | No disputado por la Pandemia de COVID-19  | No disputado por la Pandemia de COVID-19 | No disputado por la Pandemia de COVID-19 |
| 2021 | Hans Hach Verdugo John Isner              | Hunter Reese Sem Verbeek                 | 5-7, 6-2, [10-4]                         |
| 2022 | William Blumberg Miomir Kecmanović        | Raven Klaasen Marcelo Melo               | 6-0, 6-1                                 |
| 2023 | Santiago González Édouard Roger-Vasselin  | Andrew Harris Dominik Koepfer            | 6-4, 7-5                                 |
| 2024 | Max Purcell Jordan Thompson               | Gonzalo Escobar Aleksandr Nedovyesov     | 7-5, 7-6(2)                              |
| 2025 | Robert Cash James Tracy                   | Blake Bayldon Tristan Schoolkate         | 7-6(4), 6-4                              |